# Rhaphuma diversipennis
Rhaphuma diversipennis är en skalbaggsart som beskrevs av Maurice Pic 1920. Rhaphuma diversipennis ingår i släktet Rhaphuma och familjen långhorningar. Inga underarter finns listade i Catalogue of Life.